# Isla Maciel
Isla Maciel es un barrio de Dock Sud, en Avellaneda, provincia de Buenos Aires, Argentina.
Se encuentra ubicada a la vera del Riachuelo, frente a la Ciudad Autónoma de Buenos Aires, a la cual está unida por el Puente Nicolás Avellaneda y el puente transbordador de igual nombre. Este último estuvo fuera de servicio a partir de la década de 1960, pero luego de un proceso de restauración y rehabilitación de cinco años, fue rehabilitado el 28 de septiembre de 2017. Actualmente funciona como atractivo turístico.
Es un barrio muy pobre, con la peculiar característica de mantener los conventillos y edificaciones de chapa y madera de fines del siglo XIX. En ese sentido, se asemeja al barrio porteño de La Boca, pero sin las modificaciones y el mantenimiento que tiene este último por ser un polo de atracción turística. Existen iniciativas para fomentar el turismo en el barrio como medio de desarrollo.[cita requerida]

## Etimología
Debe su nombre al político santafesino Cosme Maciel, el cual, exiliado de su provincia en la primera mitad del siglo XIX, fue propietario de la "isla", donde tenía un pequeño astillero.
A pesar de su nombre, el barrio no está situado realmente en una isla. La confusión proviene del hecho de que uno de los accesos al barrio es desde la Ciudad Autónoma de Buenos Aires, en la otra orilla del Riachuelo donde se encuentra el barrio de la Boca, y el saber popular lo asocia a una isla. Además, hasta mediados del siglo XX esta barriada estaba separada del resto del partido de Avellaneda por el arroyo Maciel, actualmente casi totalmente entubado, lo que reforzaba el aspecto de isla de esta zona.

## Características
Históricamente se trata de un barrio pobre, con conventillos de chapa y madera, de dos y hasta tres pisos en altura, construidos a fines del siglo XIX. La zona de la Isla Maciel ya desde entonces era famosa por sus prostíbulos. Desde 1906 a 1930 operó en ella la Zwi Migdal, dedicada a la trata de personas (comercio de jóvenes judías asquenazíes que deseaban escapar de los pogromos europeos). La Zwi Migdal regenteaba el prostíbulo El Faro Rojo, una de cuyas atracciones para sus clientes marineros era la exhibición de películas pornográficas.[cita requerida]
Como zona prostibularia sustituyó parcialmente a El Bajo y a la Tierra del Fuego, que estaban ubicados en el actual centro de la ciudad de Buenos Aires. El Bajo era la antigua zona de barrancas costeras aledaña a Puerto Madero y la Tierra del Fuego era la zona que corresponde al Barrio Norte y a Recoleta, ubicada en torno a la antigua Penitenciaría Nacional, demolida a principios de la década de 1960. 
Tiene un club social, como el Club Atlético San Telmo, que milita en categorías del ascenso argentino.

## Sismicidad
La región responde a la «subfalla del río Paraná», y a la «subfalla del río de la Plata», con sismicidad baja; y su última expresión se produjo el 5 de junio de 1888 (137 años), a las 3.20 UTC-3, con una magnitud probable, de 5,5 en la escala de Richter. (Terremoto del Río de la Plata de 1888).

## Imágenes

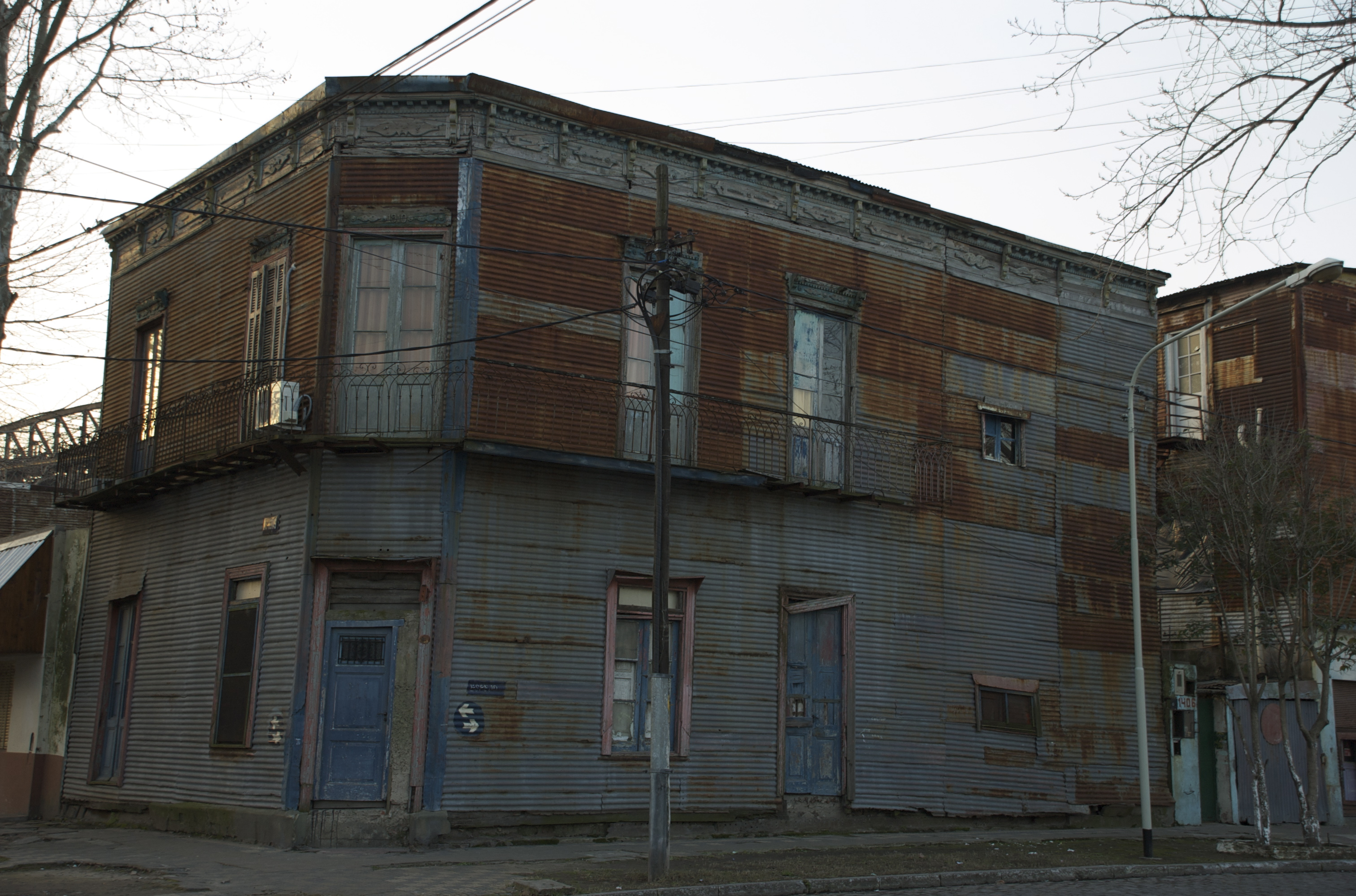
Esquina típica
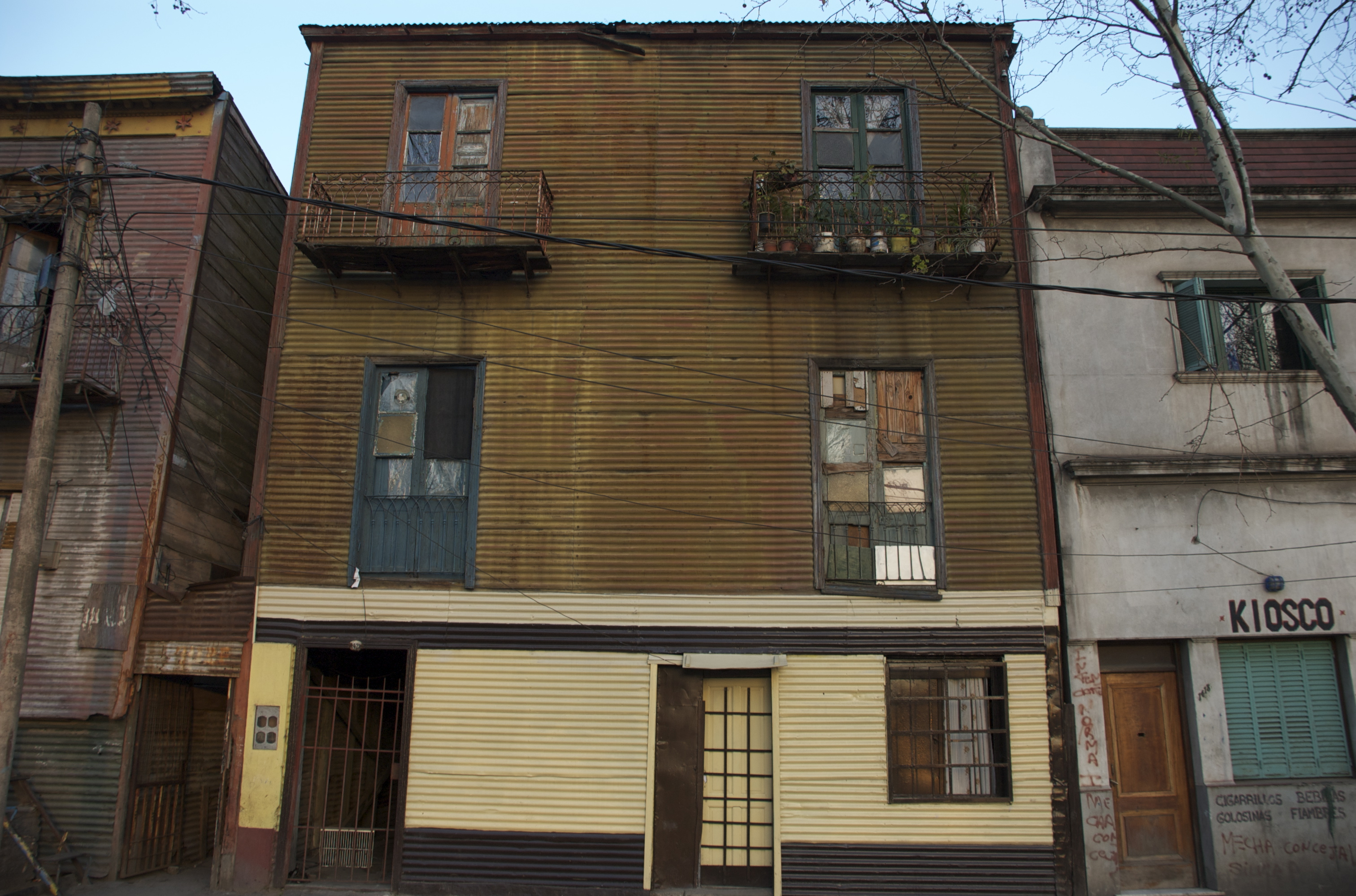
Edificio de dos plantas
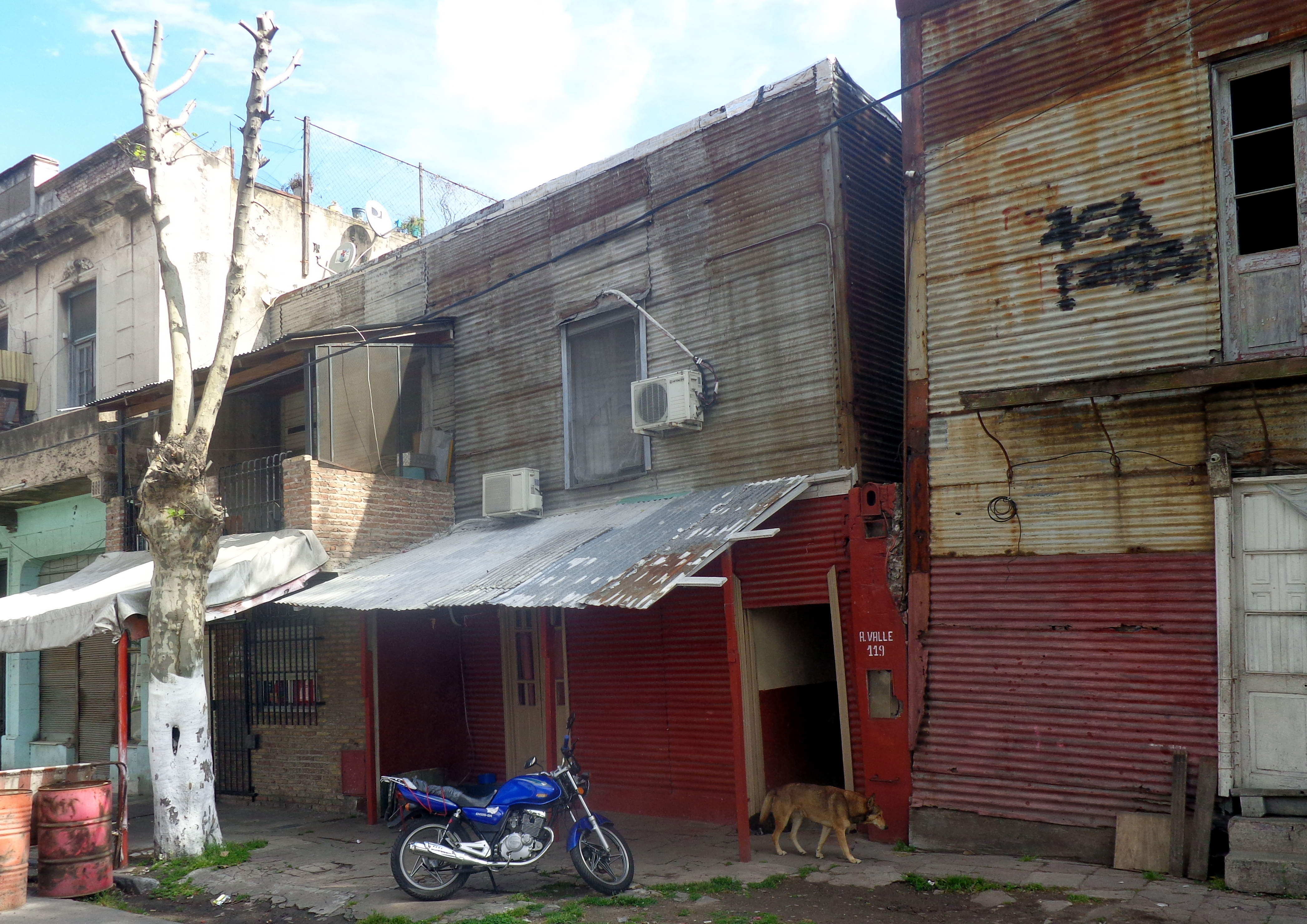
Casa donde se filmó parte de la película "La Mary"
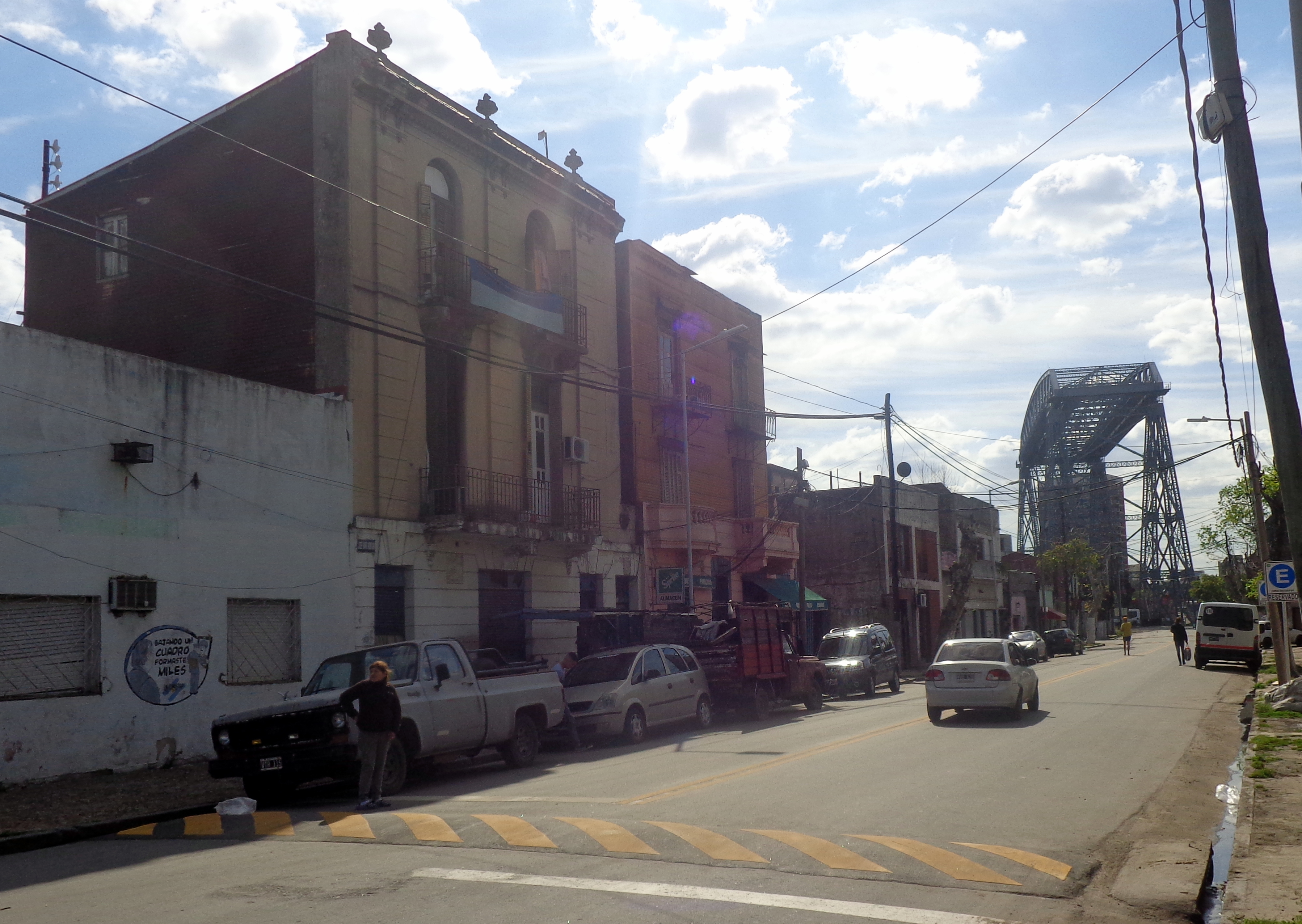
Calle J. M. Montaña al 200
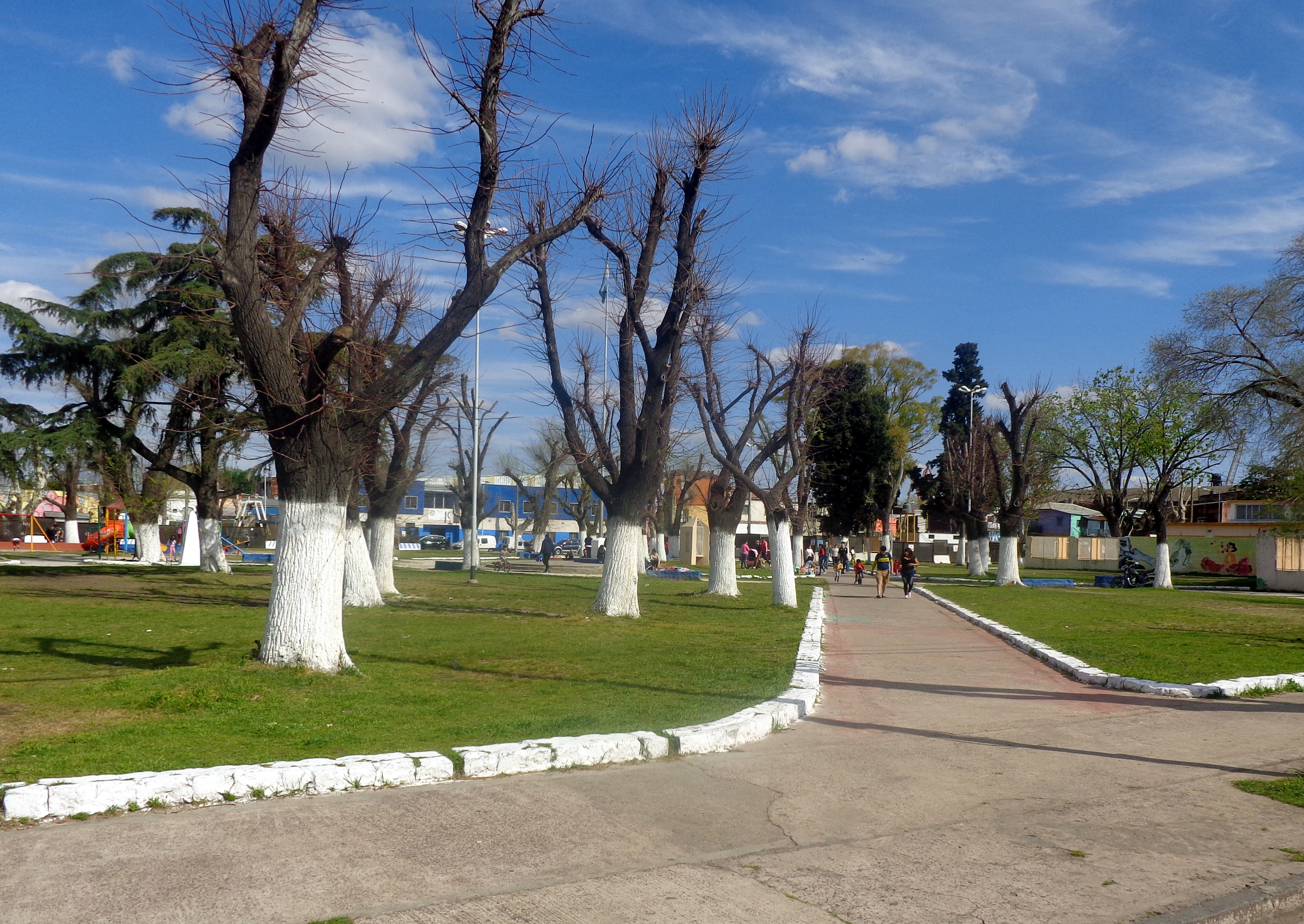
Plaza José Hernández